# Космоконцепція Розенкрейцерів
 «Космоконцепція розенкрейцерів, або містичне християнство (елементарний курс про минулій еволюції, нинішній будові і майбутньому розвитку людини)» (англ. The Rosicrucian Cosmo-Conception or Mystic Christianity. An elementary treatise upon man's past evolution, present constitution and future development.) — книга Макса Генделя. У книзі описується універсальна схема еволюційних процесів людини і Всесвіту, співвідношення з наукою і релігією початку XX століття. З метою поширення вчення, викладеного в книзі, 8 серпня 1909 ріку автором було засновано Братство розенкрейцерів.

Книга розділена на три частини. У першій частині автор пише: про «видимі і невидимі світи»; про «справжню будову і способи еволюції людини», про періодичне «відродження людини» і про «законні причини і слідства». Друга частина присвячена космогенезу і антропогенезу. Тут мова йде про «ставлення людини до Бога»; про «схему еволюції» взагалі і про «еволюцію Сонячної системи і Землі» зокрема. У третій частині йдеться про «Ісуса Христа і Його місії» про «майбутній розвиток людини і Присвяту»; про «езотеричне навчання і безпечний способ отримання знань з перших рук».

## Вивчення невидимих світів
Макс Гендель пише:
 "Якщо живе курча може з'явитися з інертного флюїду яйця без допомоги будь-якої ущільнюючої субстанції ззовні, чи настільки надумано твердження про те, що весь Всесвіт — це кристалізований простір, або дух? Без сумніву, багатьом воно здасться абсурдним, але ця книга не має на меті переконати світ, що це так і є. Вона призначена допомогти тим, хто внутрішньо відчуває, що так і повинно бути; вона допоможе їм кинути світло на велику загадку світу — світло, яке дозволено було побачити автору ". — З Глави XI
Автор стверджує, що для більшості людей три найважливіші питання: «Звідки ми прийшли?», «Чому ми тут?» І «Куди ми йдемо?» — Донині залишаються без відповіді. Прийнято вважати, що на ці питання, що представляють глибокий інтерес для людства, неможливо дати конкретну відповідь. Гендель пише:
 "Немає нічого більш помилкового, ніж подібна ідея. Всі без винятку можуть стати здатними до отримання певної, з перших рук, інформації на цю тему безпосередньо з першоджерела; можуть особисто дослідити стан людського духу як до народження людини, так і після його смерті. Тут не потрібні ні фаворитизм, ні особливі таланти. Кожному з нас властива здатність знати все про ці речі, але … — так, є одне «але», «АЛЕ» з великої літери. Така здатність є у всіх, але у більшості вона в прихованому стані. Потрібно наполегливе зусилля, щоб її розбудити, і це виявляється сильним перешкодою. Якби така здатність, «пробуджений і усвідомлена», могла бути отримана за гроші, навіть за дуже великі, багато їх заплатили б, щоб отримати величезну перевагу над своїми побратимами; тим часом мало хто готовий вести спосіб життя, необхідний для її пробудження . Останнє приходить лише в результаті терплячого, наполегливого зусилля. Її не можна купити; до неї немає торного шляху ".
— З  Введення  
Гендель зауважує, що той факт, що сліпий не може бачити світло і кольору, не є аргументом проти того, що вони реально існують. Так само і те, що більшість людей не можуть бачити «сверхфізіческіе світи», не доводить, що ніхто цього не може. Якщо сліпий почне бачити, він побачить світло і кольору. Якщо «вищі почуття» тих, хто сліпий до «сверхфізіческім світів», будуть пробуджені правильними методами, вони також зможуть побачити світи, нині приховані від них.   
 За вченням розенкрейцерів, всесвіт розділена на сім різних світів , або наступних станів матерії:
1. Світ Бога.
2. Світ Непорочної Духів.
3. Світ Божественного Духа.
4. Світ Життєвого Духа.
5. Світ Мислення.
6. Світ Бажань.
7. Фізичний Світ.

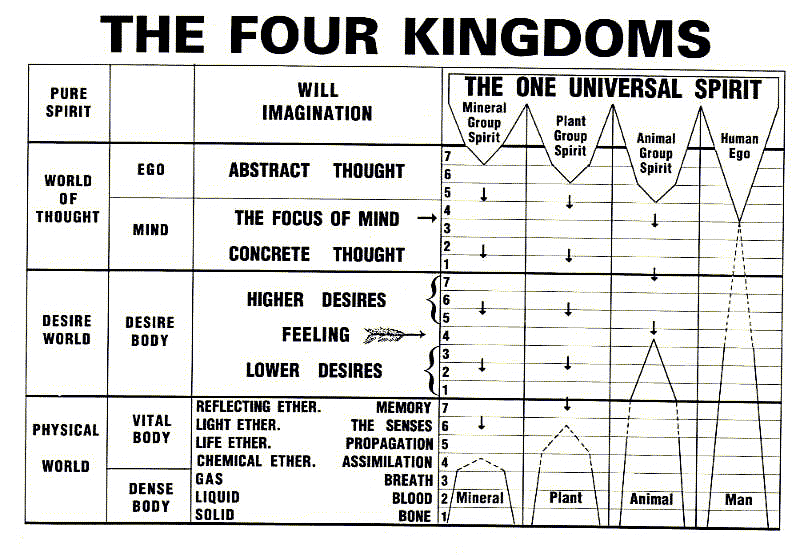
Чотири світу і чотири царства природи. </ center>

Цей поділ не довільне, а викликано тим, що субстанція кожного світу підпорядковується законам, які практично не діють в інших світах. 

Кожен світ поділяється на сім шарів, або підрозділів матерії. У фізичному світі тверді тіла, рідини і гази складають три найбільш щільних підрозділи, тоді як інші чотири — це ефіри різного ступеня щільності . В інших світах є аналогічні підрозділи, оскільки вони складаються з матерії різної щільності. 

Гендель пише, що, як є люди, абсолютно нездатні зрозуміти, що повинні бути і є вищі світи, так є і ті, хто, злегка стикнувшись з вищими сферами, засвоюють звичку недооцінювати наш фізичний світ. Така позиція настільки ж невірна, як і матеріалістична. «Великі мудрі Істоти, що виконують волю і задум Бога», помістили нас в цю фізичну сферу для засвоєння великих важливих уроків, які можна засвоїти при інших умовах, і наш обов'язок — використовувати наше знання вищих світів, щоб якомога краще засвоїти уроки, які матеріальний світ зобов'язаний нам дати. Гендель пише:
 "Досягнення сучасної науки досить вражаючі.  Однак найкращий шлях до розкриття секретів природи — це не винахід інструментів, а удосконалення самого дослідника . Людині властиві такі здібності, які знищують відстань і збільшують нескінченно мале в ступеня, настільки перевершує телескоп або мікроскоп, наскільки вони перевершують неозброєний очей. Ці почуття або здатності і використовуються окультистом для досліджень . Вони — його «сезам, відкрийся» в пошуках істини. 

Для досвідченого ясновидця ефір  так само матеріальний, як тверді тіла, рідини і гази хімічного шару — для звичайних істот. Він бачить, як життєві сили, що дають життя мінеральним формам, рослинам, тваринам і людям, вливаються в ці форми через ефір в чотирьох станах ". — З  Глави I (Ефірний шар фізичного світу)  
Гендель вважає, що щодо «матерії світу бажань» можна стверджувати, що вона менш щільна, ніж матерія фізичного світу, але абсолютно неправильно вважати, що вона — тонша фізична матерія. Хоча такої думки і дотримуються багато, що вивчали окультні філософії, воно абсолютно помилково. Подібне невірне враження виникає в основному через те, що важко надати повний і точний опис, необхідне для глибокого розуміння «вищих світів». На жаль, наша мова пристосований для опису матеріальних речей і абсолютно недостатній для опису станів в «сверхфізіческіх сферах», тому все, що говориться про ці сферах, має вважатися приблизними, порівняльним, а не точним описом . Гендель пише:
 "Мир Думки також складається з семи шарів, різних за своїми якостями і ступеня щільності, і, як і фізичний світ, розділений на два основних підрозділи: Шар Конкретної Думки, що охоплює чотири самих щільних шару, і Шар Абстрактної Думки, що охоплює три шари тонкої субстанції . Світ Думки  є центральним з п'яти світів, які дають людині матеріал для провідників. У ньому поєднуються дух і тіло. Він також є вищим з трьох світів, в яких в даний час еволюціонує людина, оскільки дві вищі світу поки практично незнайомі людині ". — З  Глави I (Мир Думки)  